# Brin d'acide nucléique
Pour les articles homonymes, voir Brin.
Les molécules d'acides nucléiques peuvent être assimilées à de long brins ou fil, mais à une échelle atomique.
Il existe des molécules monocaténaires (formées d'un seul brin comme le brin d'ARN et certaines formes d'ADN) ou bicaténaires (formées de deux brins appariés, essentiellement le brin d'ADN).

Il existe même, dans certains cas, des molécules d'acides nucléique en triplex (formées de trois brins).[réf. nécessaire]
Ces brins sont dotés d'un sens (de 5' vers 3') et le sens inverse est appelé antisens.
Certaines enzymes, spécifiques de l'ADN doivent réaliser une liaison au brin d'ADN pour pouvoir exercer leur activité, comme les endonucléases durant le phénomène de la restriction.